# Ribeira do Pombal
Ribeira do Pombal é um município brasileiro do estado da Bahia.

## Topônimo
Em 1754, quando o povoado de Santa Teresa de Canabrava foi elevado à categoria de freguesia, deram-lhe o nome Pombal. Há duas versões sobre a origem desse nome. A primeira, que consta no site IBGE Cidades e na renomada Enciclopédia dos Municípios Brasileiros, afirma que é uma homenagem ao seu pároco, o padre João Campos de Cerqueira Pombal, que parente do conhecido Marquês de Pombal, secretário de estado do Rei de Portugal D. José I. A segunda versão é de Ramos (2008, p. 404) e afirma que o topônimo Pombal é uma homenagem ao Marquês de Pombal.
Por já existir um município homônimo no interior da Paraíba, o topônimo do município de Pombal foi alterado para Ribeira do Pombal por meio do decreto-lei estadual n° 141 de 31 de dezembro de 1943, ratificado pelo Decreto estadual n° 12.978, de 10 de junho de 1944.

## História
O território de Ribeira do Pombal começou a ser colonizado no século XVII, por meio da pecuária, realizada por vaqueiros ligados ao latifúndio da Casa da Torre, os quais entraram em conflito com os habitantes originários dessa área, os indígenas quiriris. Com isso, para proteger os povos autóctones dos forasteiros e também para catequizá-los, chegaram à região os padres jesuítas.
Em 1667, os jesuítas João de Barros (1639-1691) e Jacob Roland (1638-1684) criaram, para a catequese dos quiriris, tendo como marco inicial a edificação de uma capela em louvor a Santa Teresa de Jesus, o aldeamento missionário de Santa Teresa de Canabrava (embrião da atual cidade de Ribeira do Pombal), cujo nome se deve à abundância da planta canabrava na região. Em 1672, continuou a obra missionária o Padre Jacques Cocle (1628-1710). Em 1675, o chefe da Casa da Torre, Francisco Dias d'Ávila, prometeu ajudar as missões e facilitar a criação de novas.
Em 1695, os jesuítas criaram na região outra missão para a catequese dos quiriris, a de Saco dos Morcegos (atual Mirandela, Banzaê).
Santa Teresa de Canabrava estava localizada na rota dos tropeiros, boiadeiros e viajantes que se dirigiam para o Rio São Francisco, sendo um ponto de pouso para eles. Outras pessoas das proximidades foram se fixando no povoado, fazendo a sua população crescer.
No início do século XVIII, eram mantidas, pelo Colégio da Bahia, nas proximidades de Santa Teresa de Canabrava, algumas fazendas de gado bovino e de cultivos como mandioca e milho, o que desenvolveu a agropecuária local e favoreceu a colonização.
Em 1754, o Arraial de Santa Teresa de Canabrava foi elevado à categoria de Freguesia, com o nome de Pombal, sendo subordinada à vila de Itapicuru de Cima. Por carta régia de 8 de maio de 1758, a freguesia de Pombal foi elevada à categoria de vila, desmembrando-se de Itapicuru de Cima, sendo instalada no mesmo ano.
Em 1760, Saco dos Morcegos foi elevada à categoria de freguesia, dentro da vila de Pombal, com o nome Mirandela. Mirandela se tornou vila em data incerta, mas foi extinta pela Lei Provincial n° 51, de 21 de março de 1837, e reanexada a Pombal. A freguesia de Mirandela foi extinta por meio da Resolução provincial n° 185, de 12 de abril de 1843, e anexada à de Santa Teresa do Pombal.
Segundo a divisão administrativa de 1911, a vila de Pombal era constituída apenas do distrito-sede, mas, no censo de 1920, era constituída dos distritos sede, Mirandela e Pedras.
Por meio dos Decretos Estaduais n.º 7.455 e n.º 7.479, datados respectivamente de 23 de junho e 8 de julho de 1931, a vila de Pombal foi extinta e seu território incorporado ao do município de Cipó, tendo sua autonomia restaurada por meio do Decreto-lei estadual n° 8.643, de 19 de setembro de 1933, e sendo reinstalada menos de um mês após a sua restauração, em 10 de outubro do mesmo ano.
O decreto-lei federal n.º 311, de 2 de março de 1938, deu o título de cidade a Pombal, cujo nome foi alterado para Ribeira do Pombal por meio do decreto-lei estadual n° 141 de 31 de dezembro de 1943, ratificado pelo Decreto estadual n° 12.978, de 10 de junho de 1944.
Ao longo de sua história, Pombal/Ribeira do Pombal perdeu território para a criação dos municípios de Amparo (atual Ribeira do Amparo, 1890) e Banzaê (1989).

## Geografia
O município de Ribeira do Pombal está localizado na mesorregião do Nordeste Baiano, Território Nordeste II, parte da região do semiárido, e se estende pela Bacia do rio Itapicuru, Os municípios de Adustina, Antas, Banzaê, Cícero Dantas, Cipó, Fátima, Heliópolis, Itapicuru, Nova Soure, Novo Triunfo, Olindina, Paripiranga e Ribeira do Amparo estão incorporados, junto com Ribeira do Pombal, na Microrregião de Ribeira do Pombal.

### Limites
- Cícero Dantas................................34 km
- Heliópolis
- Tucano............................................31 km
- Cipó................................................31 km
- Ribeira do Amparo..........................43 km
- Banzaê............................................47 km

As coordenadas geográficas do município são:
- 10º 50º 10º de latitude sul
- 38º 31º 50º de longitude W.Gr.

O município está a uma distância de 290 km da capital estadual, Salvador.
Ao lado esquerdo do segundo degrau da escada de acesso a porta principal da Velha Igreja Matriz de Santa Tereza, há uma chapa cravada pela seção de nivelamento do Conselho Regional de Geografia, onde determina que a altitude da sede do município é de 228 a 248 metros acima do nível do mar.
Em outros pontos, tais como no centro de entroncamento para a localidade de Ribeira do Amparo, no trecho da estrada Cícero Dantas/Pombal (BR110) e no centro de entroncamento para as localidades de Rio Real e Mirandela, no lugar Nova Esperança, trecho da mesma estrada. O Conselho Nacional de Geografia determinou as seguintes altitudes acima do nível do mar:
- para o primeiro ponto 342,9486 metros
- para o segundo ponto 270,3935 metros

## Infraestrutura

### Saúde
O município possui o Hospital Regional Santa Tereza que, em 2018 teve sua configuração administrativa alterada para passar a ser um hospital regional gerida por um consórcio de municípios da região Nordeste II, nordeste da Bahia.
A taxa de mortalidade infantil média é de 15.02 para 1.000 nascidos vivos. Conta com 13 unidades de saúde municipais espalhados pelos bairros e povoados e 15 unidades de saúde particulares.
Apresenta 26.5% de domicílios com esgotamento sanitário adequado, 73.6% de domicílios urbanos em vias públicas com arborização e somente 6.9% de domicílios urbanos em vias públicas com urbanização adequada (presença de bueiro, calçada, pavimentação e meio-fio).
No dia 28 de junho de 2019 foi realizado em Ribeira do Pombal o primeiro transplante de córnea do semiárido baiano, realizado pela equipe da médica oftalmologista Grazielly Peixoto.
Tem também equipe de resgate ANR e Bombeiro/Instrutor Credenciado pelo Corpo de Bombeiros Militar do Estado de São Paulo Igor Santos (Iguinho).